# Měľnica

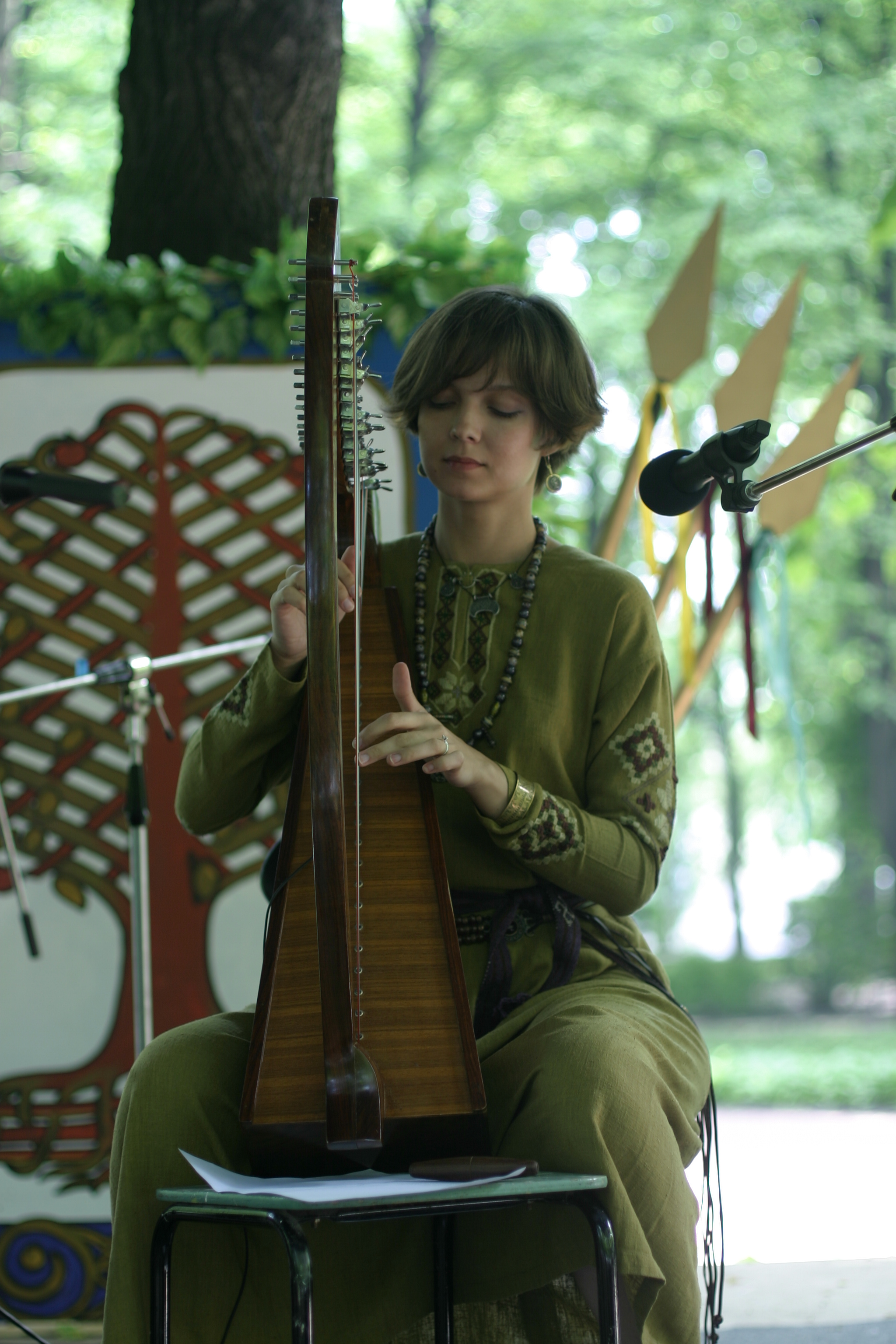
Natalia O'Shea (* 1976)

Мельница (transliterace: Měľnica; česky Mlýn) je ruská folková skupina.
K charakteristikám Měľnici patří výrazný hlas zpěvačky Natalie O'Shea. K největším hitům patří Horal (Горец)[zdroj⁠?!] a Travička (Травушка).[zdroj⁠?!]

## Diskografie
- Snová cesta (2003) – Дорога Сна
- Průsmyk (2005) – Перевал
- Volání krve (2006) – Зов Крови
- Divoké trávy (2009) – Дикие Травы